# Hyper-centre de Grenoble
L'hyper-centre est une partie du centre-ville de Grenoble considérée comme un quartier de la ville. L'hyper-centre est associé en tant que zone piétonne comme un second secteur situé au sud du quartier Notre-Dame, lequel correspond au centre ancien de la ville antique (Cularo) à l'intérieur des anciens remparts romains. 
Ce quartier qui commencera à se bâtir à la fin du Moyen Âge central avec l'implantation de couvents religieux autour du champ du Breuil, actuelle place Grenette, bénéficie d'un réaménagement depuis 2017 afin d'étendre l'espace réservé aux piétons et aux mobilités douces (vélo).
L'hyper-centre de Grenoble comprend de nombreux immeubles de type « haussmanien » datant du XIXe siècle et réunit les places Victor-Hugo, Grenette, Verdun, Vaucanson et le Square Docteur Martin. Il comporte aussi la suite de boulevards Lyautey - Agutte-Sembat - Édouard Rey, qui part de la place Paul-Mistral jusqu'aux quais de l'Isère.

## Géographie et organisation
Avec le centre historique (quartier Notre-Dame), l'hyper-centre correspond au lieu le plus animé et fréquenté de la ville de Grenoble. Le secteur comprend de nombreuses rues piétonnes qui drainent un flux important de visiteurs. 
Les principaux types de commerces et de services du grand centre-ville sont répartis dans ce quartier. Un grand nombre de restaurants et de fast-foods sont présents, notamment sur la place Grenette. Il existe également de nombreux bars, pubs, discothèques mais aussi la bibliothèque du centre-ville, l'église Saint-Louis, ainsi que la halle Sainte-Claire, marché central de ce secteur de la ville, située aux limites du quartier. Un grand parking souterrain, desservant la partie ouest du quartier, a été aménagé au niveau de la place de Philippeville. Un autre, plus petit a été construit sous la place de Verdun.
Le secteur est desservi par de nombreuses lignes de transports en commun de l'agglomération et notamment par deux lignes de tramway. La gare ferroviaire est située de l'autre côté du cours Jean Jaurès mais reste facilement accessible à pied en empruntant l'avenue Alsace-Lorraine qui débute place Victor Hugo.

## Place Victor-Hugo

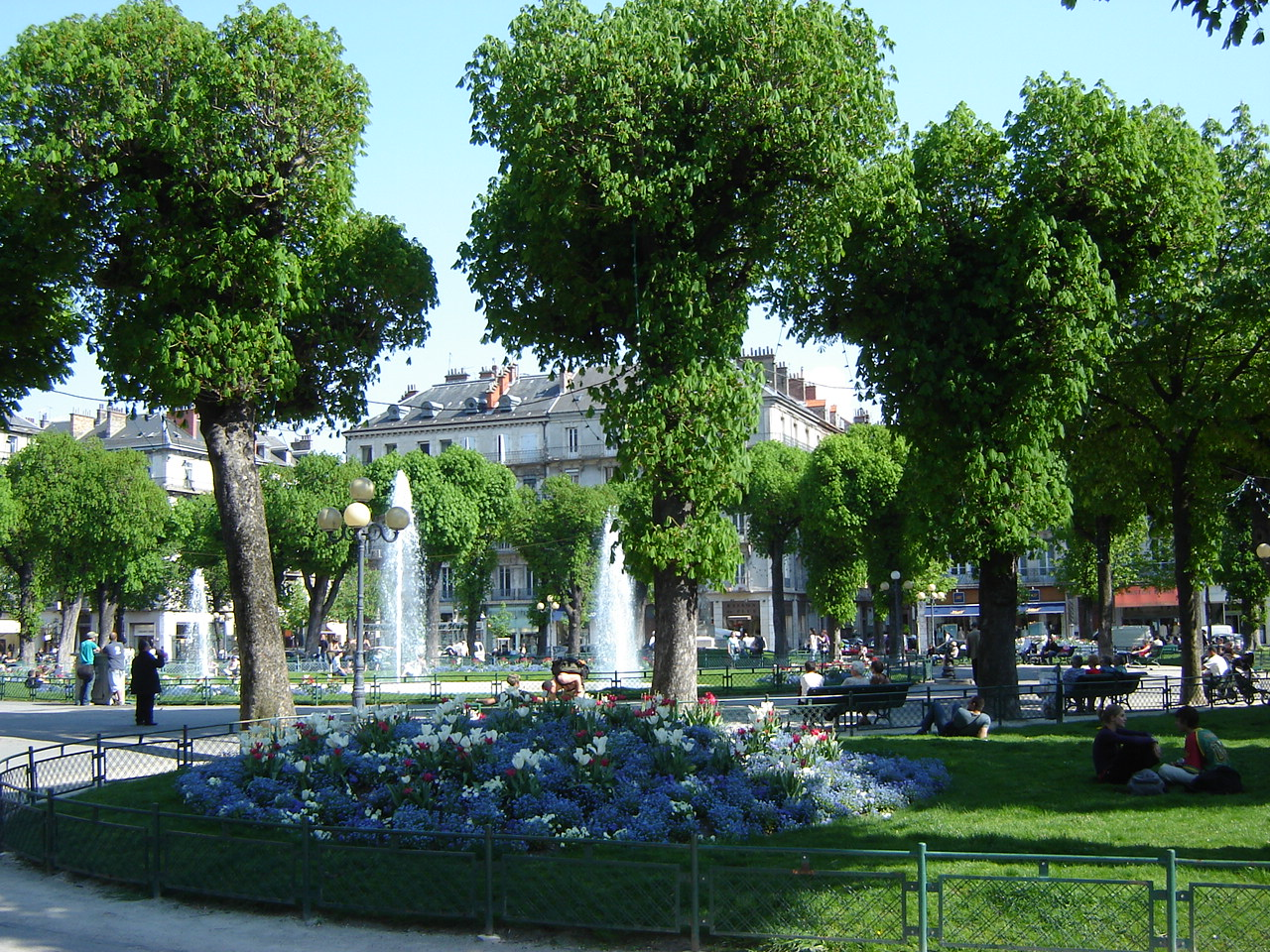
La place Victor-Hugo

Place très empruntée par les piétons et les automobilistes grenoblois, elle voit aussi passer un grand nombre de lignes de transports en commun. Elle est entourée de commerces, mais aussi d'Hôtel trois étoiles, comme l'Hôtel d'Angleterre. Son centre est muni de nombreux bancs, et d'un bassin avec jets d'eau. Chaque année, elle accueille le marché de Noël de la ville. La statue d'Hector Berlioz par Urbain Basset qui s'y trouvait a été remplacée par une nouvelle version par Claude Grange en 1953.
À la Belle Époque, plusieurs cafés-concerts ouvrirent leurs terrasses sur la place, qui était encore toute nouvelle : le Grand Café de Russie donnait des opérettes, le Grand Café Glacier présentait un théâtrophone lié au Théâtre de Lyon et le Grand Café Burtin était célébré par le tube La caissière du Grand Café du comique Bach.

## Place Grenette

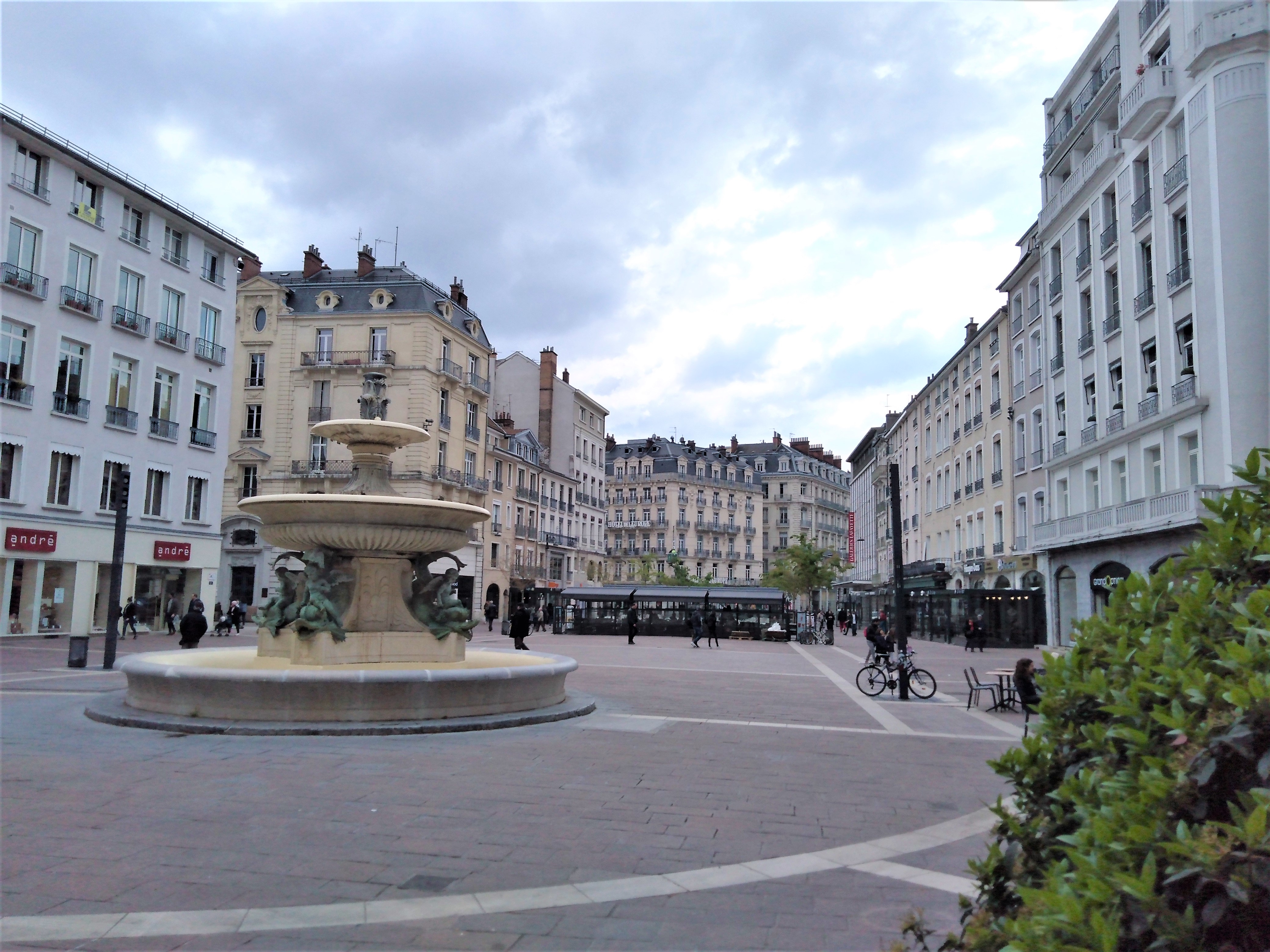
La place Grenette et le château d'eau en avril 2019

La place Grenette est une des places historiques de Grenoble. Elle est depuis des centaines d'années, un lieu de passage et de commerce. Au Moyen Âge, les paysans y venaient vendre leurs récoltes lors des marchés aux grains. Témoin des modifications de la ville par Lesdiguières et de la journée des Tuiles, elle a aussi été l'emplacement de l'échafaud.
En 2019, son accès se fait par :
- la Grande Rue depuis le Nord
- la rue de la République depuis l'Est
- la rue Montorge depuis l'Ouest
- la rue Félix Poulat depuis l'Est

## Place de Verdun

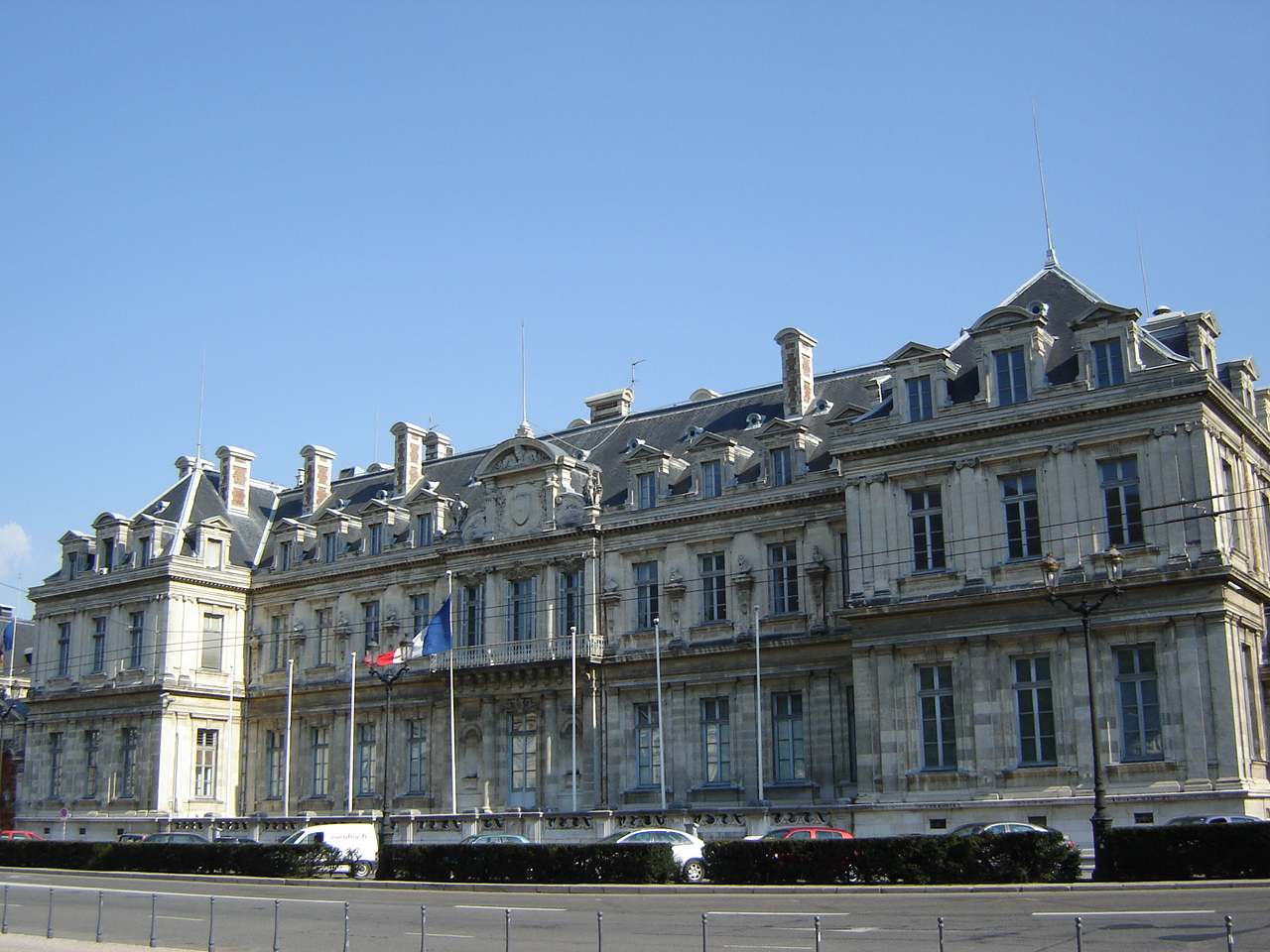
Hôtel de préfecture de l'Isère

Située, plus au sud des autres places de l'hyper-centre, la place de Verdun abrite une autre service d'échange de transports importante avec une correspondance entre la ligne A de tramway et des lignes de bus de l'agglomération. 
Cette place présente un caractère administratif car elle est entourée de l'hôtel de préfecture de l'Isère, de l'ancien musée-bibliothèque, d'un bâtiment de l'Université Grenoble 2 (IUT), de l'hôtel des troupes de montagne de Grenoble, de l'ancien cercle militaire et du tribunal administratif de Grenoble. 
Cette place abrite le parc de stationnement souterrain Verdun. Une fontaine d'Urbain Basset, dénommée Le Torrent, y fut installée de 1882 à 1888, mais elle a été déplacée dans le parc du Jardin de Ville. La statue de Napoléon Ier fut également présente de 1868 à 1870 avant d'être installée près de Laffrey.

## Rue Felix-Poulat

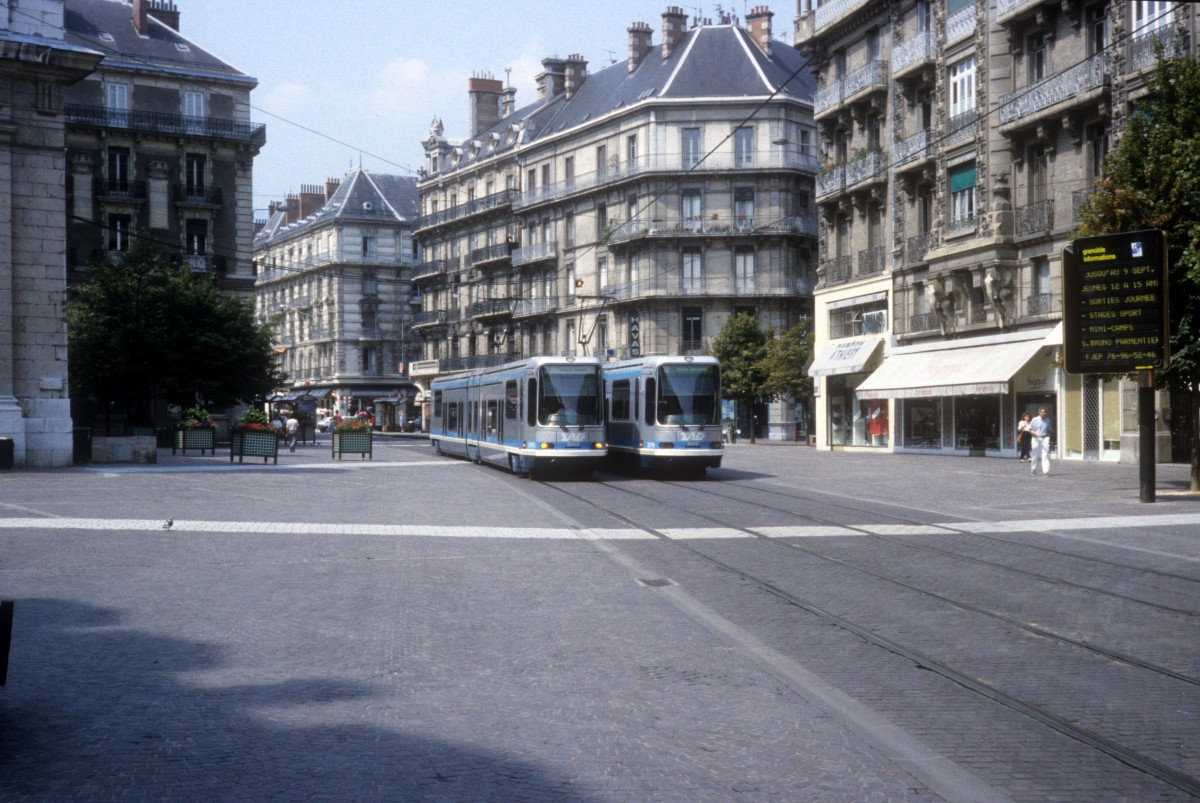
La rue Félix Poulat et sa ligne A de tramway

Cette rue, qui a l'aspect d'une place, est totalement piétonne depuis le retour du tramway à Grenoble en 1987. On y trouve une enseigne spécialisée dans la distribution de produits culturels, un grand magasin d'un célèbre Groupe groupe parisien, dont la belle façade du début du XXe est cachée derrière un placage, et des magasins de vêtements appartenant également à la grande distribution.
Via la rue Molière, elle relie notamment la Place Grenette avec la Place Victor Hugo. L'église Saint-Louis achevée à la fin du XVIIe siècle est le plus ancien monument de cette rue.
Les numéros 6 et 8 de la rue Félix-Poulat, héberge des décorations de façades en ciment moulé dont celui de l'immeuble des « Trois dauphins », datant de 1905, ainsi que celui des « éléphants », datant de 1903. Ces décorations sont caractéristiques de l'architecture grenobloise de cette époque (voir aussi l'église St-Bruno) où l'Isère était le premier producteur français de ciment.
La partie sud de cette rue est reliée à un réseau important de rue piétonnes, avec de nombreux commerces et des restaurants. Ces rues descendent et s'entrecroisent jusqu'à la place Vaucanson, le square Docteur Martin et la place Jean Achard.

## Réaménagement piétonnier

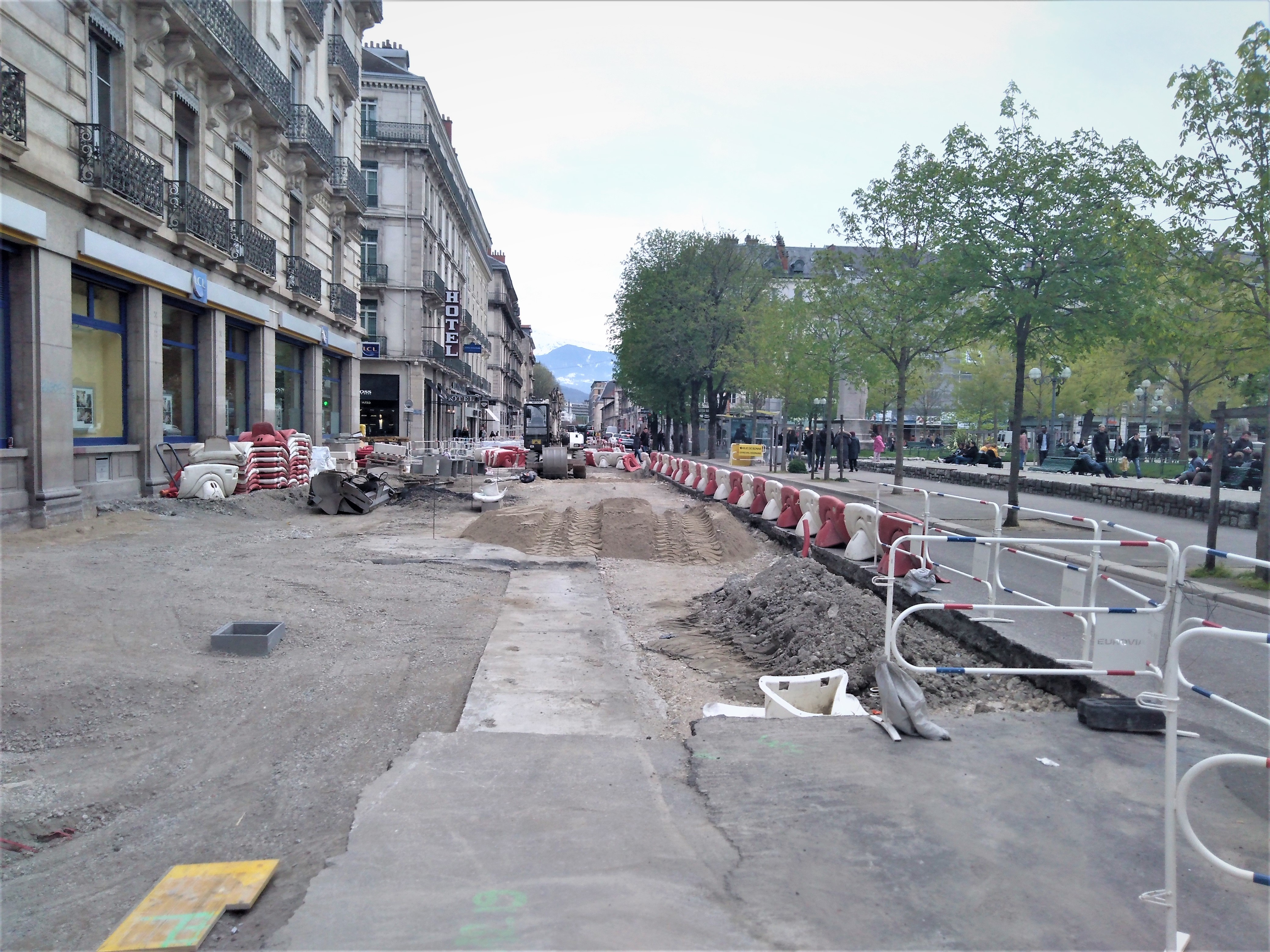
Réaménagement du Boulevard Agutte-Sembat en avril 2019

En 2017, le lancement de l’opération « Cœurs de ville, cœurs de métropole » dans le centre de Grenoble qui correspond à des travaux de piétonnisation de la plus grande partie de l'hyper-centre est lancée.
Cette opération entraîne la fermeture de nombreuses artères de l'hyper-centre à la circulation automobile des particuliers dont les boulevard Édouard Rey et Agutte-Sembat dans leur intégralité (réservés au vélos et au transport en commun) ainsi que de nombreuses rues adjacentes (la rue Millet, la rue de Bonne, la rue Corneille et la rue Guétal, entre autres avec l'installation de bornes de passage) entraînant un déplacement des flux de circulations automobiles afin de désengorger cette partie de la ville, repoussant la circulation hors de ce secteur.
Les élus de Grenoble-Alpes Métropole (en lien avec le syndicat mixte des transports en commun de l'agglomération grenobloise qui deviendra ensuite le SMMAG) ainsi que le conseil municipal de la ville de Grenoble ont émis le souhait de faire diminuer le déplacement des particuliers en automobile, en relançant la part modale du vélo ce qui ne se fait pas sans entraîner certaines contestations et protestations, notamment de la part de certains commerçants concernés.

## Galerie de photos

Quelques photos de l'hyper centre grenoblois
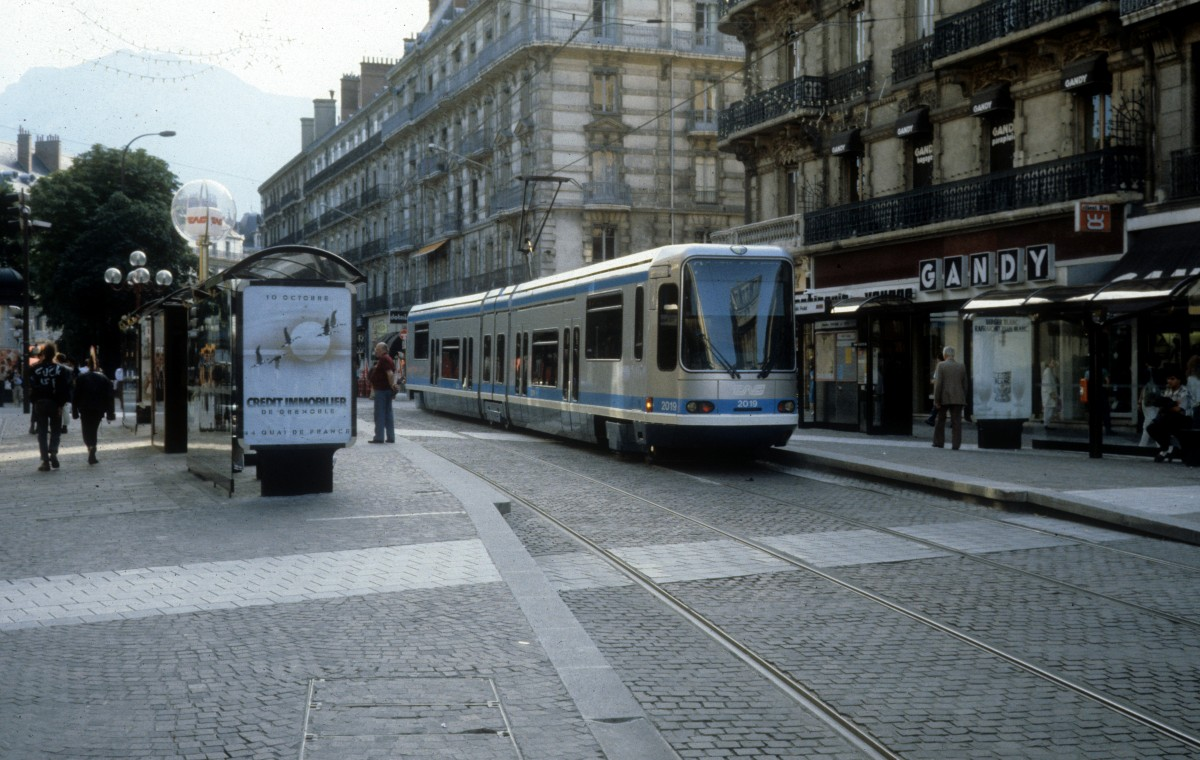
Arrêt de tramway "Victor Hugo"
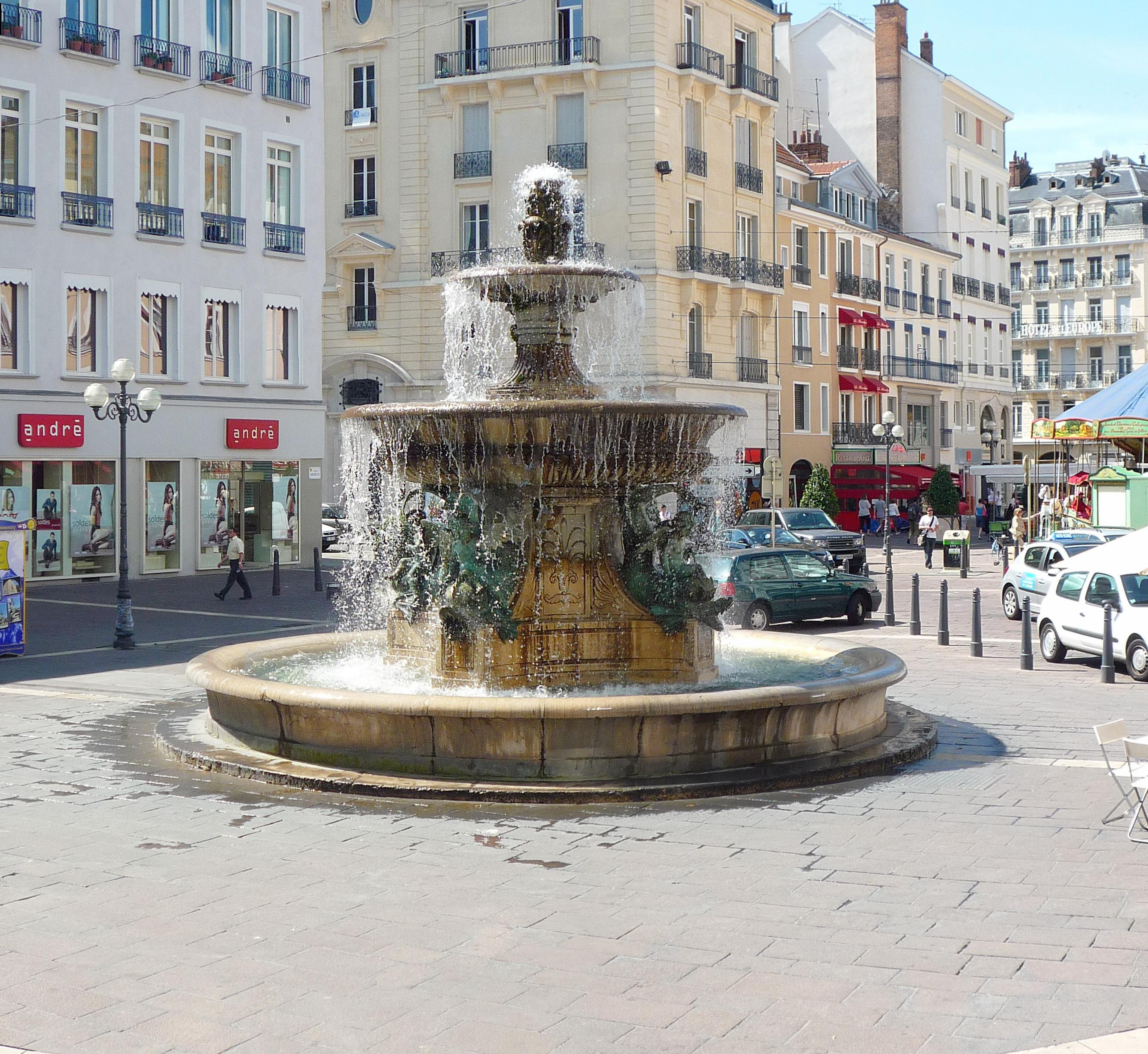
Château d'eau (fontaine) de la place Grenette
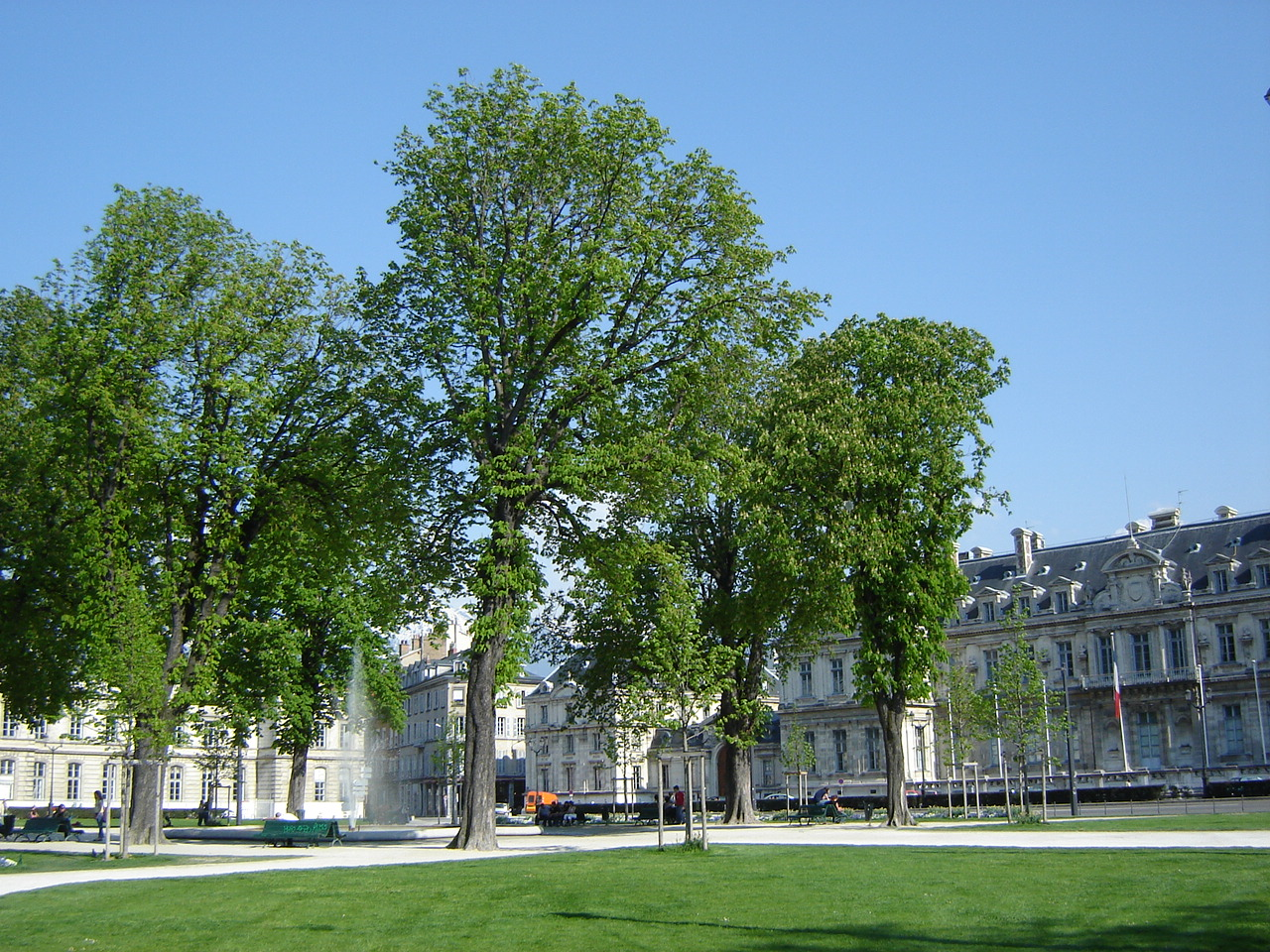
La place de Verdun
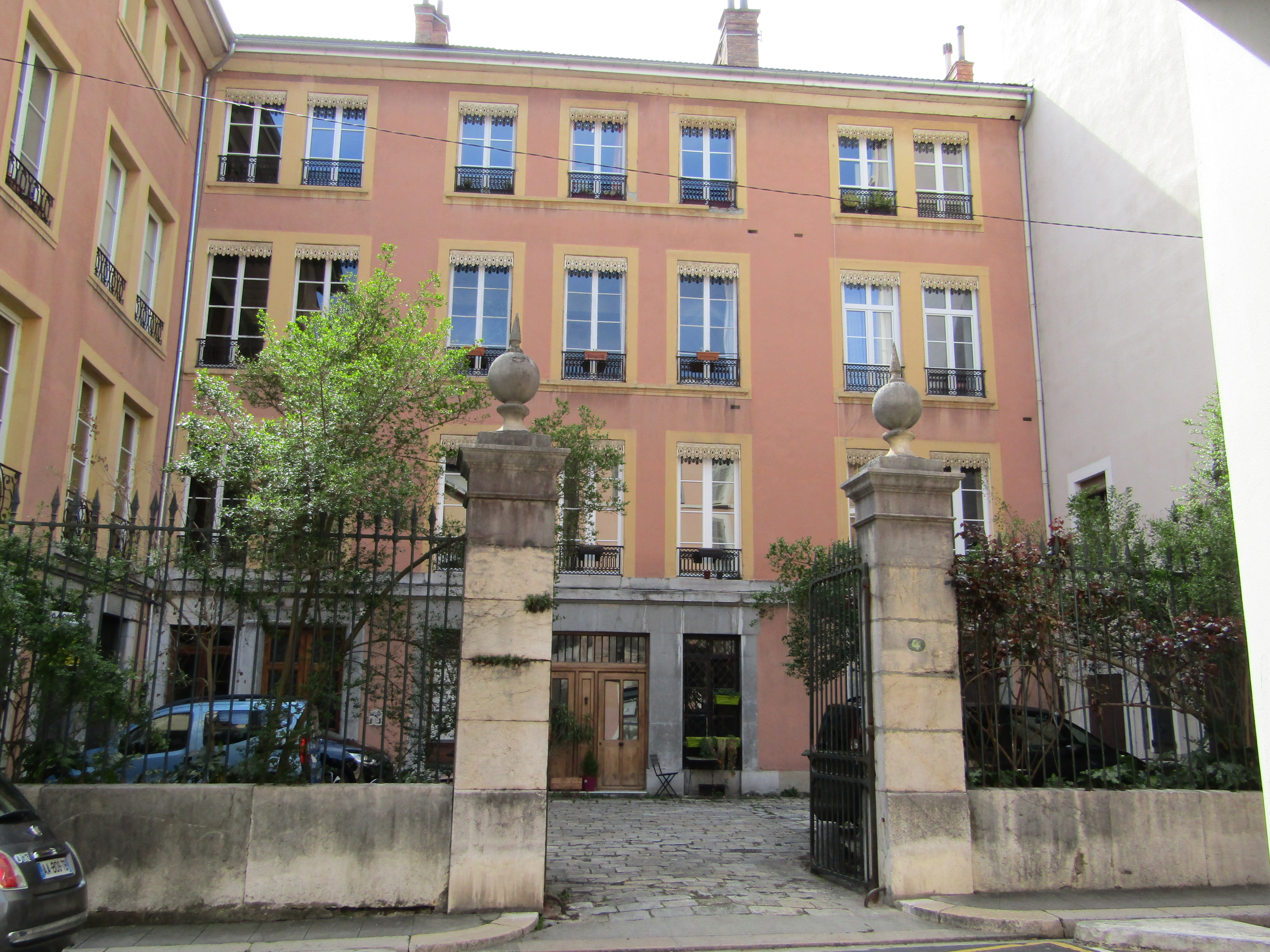
Immeuble de la rue Raoul Blanchard
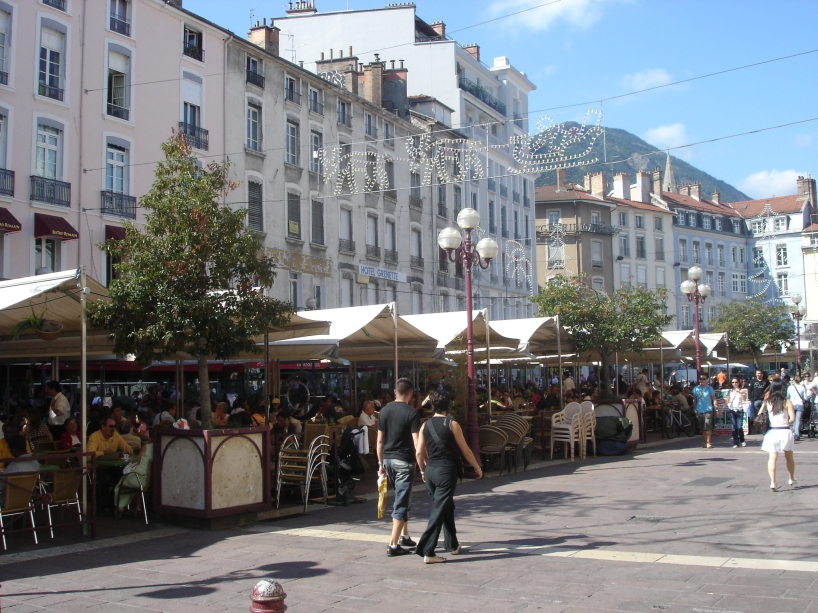
La place Grenette et ses cafés avant 2018
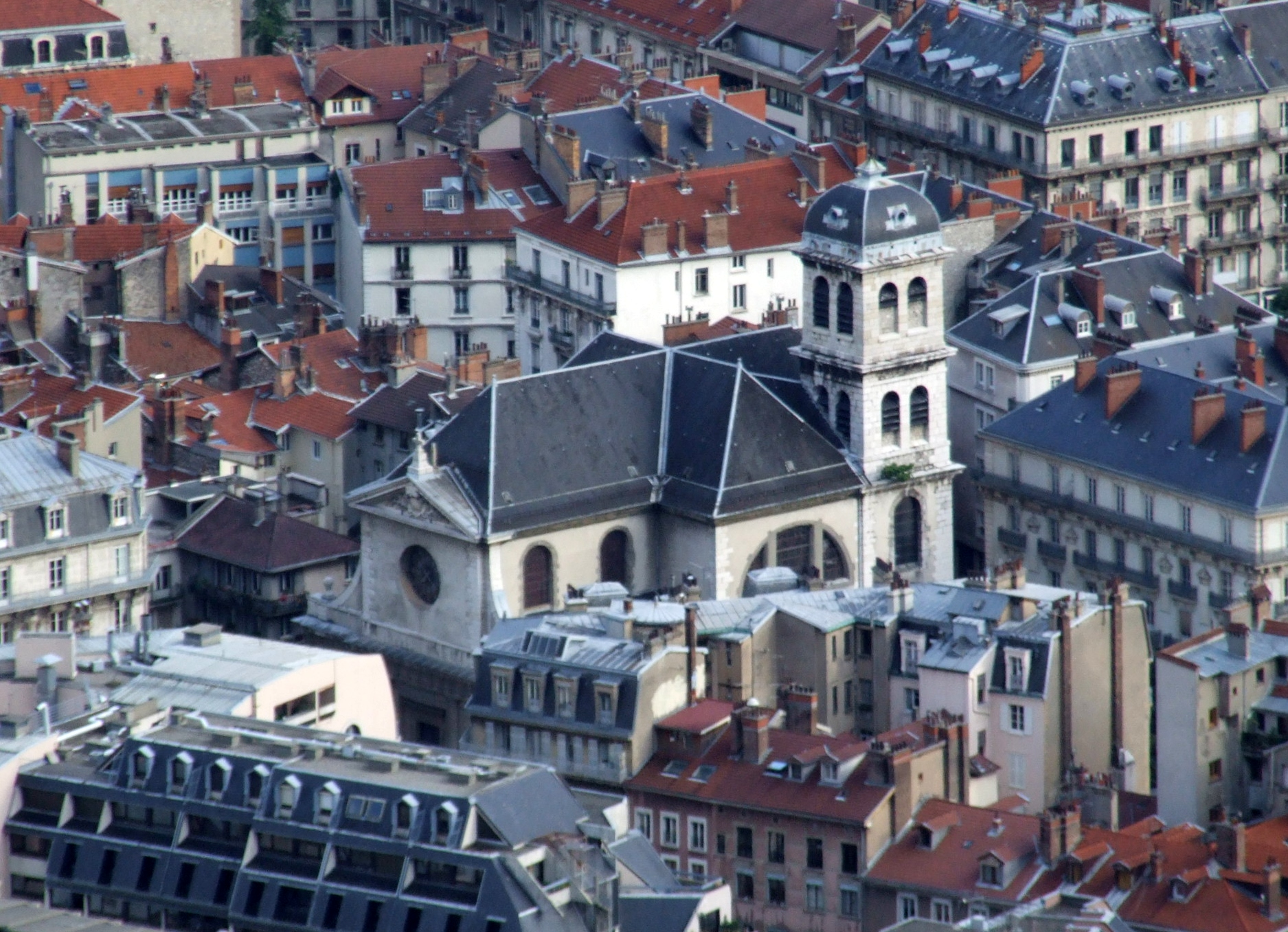
Église Saint-Louis